# Vindula tiomana
Vindula tiomana är en fjärilsart som beskrevs av Henry Maurice Pendlebury 1933. Vindula tiomana ingår i släktet Vindula och familjen praktfjärilar. Inga underarter finns listade i Catalogue of Life.